# 社会信用システム
社会信用システム（しゃかいしんようシステム、簡体字中国語:  社会信用体系、拼音: shèhuì xìnyòng tǐxì）とは、中国共産党によって開発されている国家的な信用格付けおよびブラックリストである。社会信用イニシアチブは、企業、個人、政府機関の信頼性を追跡し評価できるように、記録システムを確立することを求めている。社会信用システムには複数の形態が実験的に導入されており、国家規制の方法はホワイトリスト（中国ではレッドリストと呼ばれる）とブラックリストに基づいている。
このシステムの起源は、中国政府が個人の銀行および金融信用格付けシステムの開発を試みた1980年代にさかのぼる。特に、文書化された記録を持たない農村部の個人や中小企業を対象としていた。このプログラムは、他国の信用スコアシステムに触発され、2000年代初頭に登場した。2009年に地域試験を開始し、2014年には8つの信用スコア会社との全国パイロットを立ち上げた。
社会信用システムは、中国における既存の法的および金融信用格付けシステムの拡張版であり、中華人民共和国政府が構想する全国的な評価システム開発のイニシアティブである。国家発展改革委員会（NDRC）、中国人民銀行（PBOC）、最高人民法院（SPC）によって管理されており、このシステムは、企業、政府機関、個人、非政府組織の信用格付け機能を標準化し、財務評価および社会的評価を行うことを目的としていた。中国政府の公式の目標は、このシステムによって社会の信頼を高め、食品安全、中国の知的財産権問題、詐欺などの分野で企業を規制することである。
また、国民の所得やキャリアなど社会的ステータスに関する政府のデータに基づいて全国民をランキング化し、インターネットや現実での行動に対して「ソーシャルクレジット」という偏差値でスコアリング（採点）することだと報じられている 。それは管理社会・監視社会のツールとして機能し、人工知能（AI）によるビッグデータの分析を使用する 。
中国の社会信用システムは、いくつかの論争に関与してきた。2024年現在、単一の社会信用システムやスコアは存在しない。社会信用は、金融信用報告、特定の裁判所命令に基づく債務者のブラックリスト、非準拠企業と準拠企業およびその所有者を対象とする分野別のブラックリストとレッドリスト、列車や航空機の乗客の不正行為の特定の事例に基づくノーフライリストとノーライドリスト、個人のスコアに基づいて報酬を提供できるがペナルティはない任意の地域プログラムなど、企業に対して個人よりも大きな影響を与える政策とシステムの断片的な集合体のままである。

## 歴史

### 背景
社会信用システムの起源は、1990年代初頭に中国で個人の銀行および金融信用格付けシステムを開発する試みの一環として遡ることができ、FICO、エクイファックス、トランスユニオンなどの西洋の商業信用システムに触発された。信用システムは、金融評価を円滑にすることを目的としている。特に、個人や小規模事業体が金融文書を持たないことが多い農村部において。
1999年、実業家の黄文雲は、国内の事業信頼性に関する否定的な経験と米国のビジネス環境における信用管理の研究を経て、報告書を執筆した(p17–18)。当時、中国経済では信用管理と格付けはほとんど馴染みのない概念であった(p17)。黄は報告書を国務院総理の朱鎔基に送付し、朱はそれを承認して1999年8月に中国人民銀行に即時行動を取るよう命じた(p18)。1999年9月、中国社会科学院経済研究所は、全国信用管理システムの確立に関する研究プロジェクトを開始した(p18)。黄は30万元以上を拠出して研究イニシアチブに資金を提供し、米国とヨーロッパでの実地調査を後援した(p18)。米国では、研究グループは公平信用報告法を含む17の米国信用報告法を研究し、翻訳を準備した(p18)。
2000年1月、中国社会科学院の研究グループは、研究内容を「全国信用管理システム」というテキストにまとめた(p18)。これらの学者の中には、社会信用の発展において重要な知的人物となった林俊岳がいた(p18)。朱総理はこのテキストを承認し、10の省庁と委員会の政府関係者に社会信用管理システムの構築の研究を開始するよう指示した(p18)。2000年1月下旬、国務院は、中国は「社会信用を大いに正さなければならない」と朱が述べたエッセイを公開した(p18)。2000年3月、朱は全国人民代表大会に政府活動報告を提出し、その中で金融機関の監督、詐欺、脱税、債務返済の文脈で社会信用を正す必要性について述べた(p18)。

### 2002年から2014年
2002年、中国共産党第16回全国代表大会において、社会信用システムの構築が正式に発表された(p71)。中央政府は、完成したシステムがどのようなものになるかについて具体的なビジョンを持っていなかった(p71)。地方政府は、より大きな政策アプローチの指針となるパイロット事業を開発することになっていた(p71)。
2003年、国務院は社会信用の基本的な枠組みと運用メカニズムを5年以内に確立すべきだと述べた(p72)。この期間のほとんどの目標は達成されなかったが、社会信用の金融面は非金融面よりもはるかに発展した(p72–75)。
社会信用の金融面で急速に発展したのは、信用報告であった(p74)。2006年3月、中国人民銀行は信用情報センターを設立し、2019年時点で9億9000万人の中国市民の基本的な金融記録を確立している(p47)。その記録は金融にのみ関連しており、ブラックリストのメカニズムはない(p47)。
2007年、社会信用システム設立に関する省庁間合同会議が設置され、それまで社会信用問題の最高政策機関であった領導小組に取って代わった(p76)。社会信用システムの初期の青写真は、2007年に政府機関によって起草された。社会信用システムはまた、1978年の改革開放以来の急速な経済的・社会的変化によって生じた道徳的空白、市場監視の不十分さ、所得格差の問題を解決しようとするものである。これらの問題の結果、食品安全スキャンダル、労働法違反、知的財産の盗用、汚職など、中国社会では信頼の問題が浮上した。社会信用の目的の一つは、個人の誠実さと正直さに関する奨励と道徳教育である(p104)。社会信用システムの方針は、警察と労働管理の両方の実践に起源を持つ。
現代中国の政府は、档案（档案）や戸口（户口）など、個人や世帯に関する紙の記録システムを維持しており、役人はそれを参照することがあるが、統合された電子システムほど、中国市民に対して迅速なフィードバックと結果をもたらすことはできない。これは、紙の記録を迅速かつ堅牢に分析するために集約することがはるかに困難だからである。
社会信用システムは、グリッド式社会管理という警察戦略に起源を持つ。これは、2001年から2002年に（中国共産党総書記江沢民政権下）、中国大陸の特定の場所で最初に実施された。2002年、江沢民政権は、「統一され、開放的で、競争力があり、秩序ある現代的な市場システム」の促進の一環として、社会信用システムを提案した。第1段階では、グリッド式警察活動は、公安局間のより効果的なコミュニケーションのためのシステムであった。数年以内に、グリッドシステムは社会サービスの配布にも適用されるようになった。グリッド管理は、当局にグループレベルでの状況認識を高めるだけでなく、個人の追跡と監視も強化した。2018年、社会学者の张立凡は、現在の中国社会は依然として信頼が不足していると説明した。人々はしばしばカンニングされることや、無実であっても厄介な目に遭うことを予期している。彼は、それは文化大革命のせいだと考えている。文化大革命では、友人や家族が意図的に互いに対立させられ、何百万人もの中国人が殺害された。社会信用システムの公式の目的は、中国人がお互いに再び信頼できるようになることだと述べられている。
社会信用の重点の1つは、裁判所の命令をより効果的に執行することにより、司法の信頼性を構築することである(p53)。2013年、中国の最高人民法院（SPC）は約3万2000人の債務者のブラックリストを開始した。このリストは、その後、国有メディアによって、全国的な社会信用システムに向けた最初の一歩と評されている。SPCのブラックリストは、支払い能力があるにもかかわらず、裁判所の命令（通常は罰金の支払いや借金の返済を命じる裁判所の命令）に従うことを拒否する中国の市民と企業で構成されている(p53)。このリストは、最高人民法院の判決債務者ブラックリストポータルでオンラインでホストされており、その情報はCredit ChinaとNational Enterprise Credit Information Publicity Systemで共有されている(p60)。SPCはまた、民間企業との連携も開始した。例えば、芝麻信用は、裁判所の罰金を払わなかった人のクレジットポイントを差し引き始めた。
2004年から2014年の間、社会信用システムに対する制度的な熱意はあったものの、（狭く定義された）信用報告イニシアチブと（より曖昧に定義された）規制目標との関係から生じる計画の難しさが実施に悪影響を及ぼした(p10)。中央の調整が不足していたため、制度的なボトルネックが生じた(p10)。

### 2014年から2020年
国務院は社会信用の発展を加速しようとし、2014年に「社会信用システム構築に関する計画概要（2014-2020年）」を発行した(p78)。「計画概要」は、中国の社会信用システム開発へのアプローチにおける重要な一歩であった。2014年の「計画概要」以前には、高レベルの政策文書は（2007年に発行された）1つしかなかった(p79)。「計画概要」以降、国務院は毎年新たなガイダンスを発行している(p79)。
「計画概要」は主に、商業、政府業務、社会的誠実性、司法の信頼性における経済活動に焦点を当てた(p79)。そこでは、2020年までに達成することを目的とした幅広い目標が設定された。(1)報酬と処罰のメカニズムが十分に効果的であるべきこと、(2)社会全体をカバーする基本的な信用調査が確立されるべきこと、(3)信用監視メカニズムが確立されるべきこと、(4)信用サービス市場が適切に機能しているべきこと、(5)基本的な社会信用法、規制、基準が確立されるべきこと、である(p79)。
2015年、中国人民銀行は8社に社会信用システムの試験開始を許可した。この8社の中には、アリババグループが所有しアントグループが運営する芝麻信用、テンセント、中国最大のライドシェアリングサービスとオンラインデートサービスを提供する滴滴出行と百合網がそれぞれ含まれる。一般に、複数の企業が政府と協力して、信用を算出するために使用されるソフトウェアとアルゴリズムを開発した。民間の中国大手企業が開発した商業パイロットプログラムは、国から社会信用実験を試行する許可を得ており、地方政府のカウンターパートよりも広く普及しているが、自発的に機能している。市民はいつでも要求に応じてこれらのシステムからオプトアウトすることができる。高いスコアを持つユーザーには、クレジットローンへのアクセスの容易さ、カーシェアリングやバイクシェアリングサービスの割引、ビザ申請の迅速化、無料の健康診断、病院での優遇措置などの利点が提供される。
2016年、国務院は市場主体に対し、優れた金融信用記録を持つ者に優遇措置を提供し、深刻に信頼できない記録を持つ者に差別化されたサービスを提供するよう奨励した(p54)。
中国中央政府は当初、社会信用システムを民間企業が運営することを検討していたが、2017年までに第三者管理の必要性を認識した。しかし、民間企業へのライセンス付与はなかった。2017年半ばまでに、中国政府はパイロットプログラムのいずれも公式の信用報告システムとして認可しないことを決定した。その理由には、利益相反、政府の残存する管理、開発に参加する企業間のデータ共有における協力の欠如などがある。しかし、社会信用システムを、民間企業間の正式な協力のような一見外部の組織が運営することは、まだ排除されていない。2017年11月、芝麻信用は、芝麻信用のデータが中国政府と共有されているとの報道を否定した。2017年、中国人民銀行は3年間有効な百行征信の共同所有ライセンスを発行した。百行征信は、全国インターネット金融協会（36％）とその他8社（各8％）が共同所有しており、国家が管理を維持し、新しい商業パイロットプログラムの作成を監督することを可能にしている。2018年半ば時点で、公式の実施なしにパイロットスキームのみが試行されていた。
民間企業は、省レベルで社会信用システムの基本インフラを構築するために、省政府とも契約を結んでいる。2017年3月時点で、137の商業信用報告会社が中国市場で活動していた。社会信用システムの開発の一環として、中国政府はサードパーティの中国の信用評価システムの進捗状況を監視してきた。最終的に、中国政府は民間で開発された信用評価システムへの支援を打ち切り、これらのパイロットプロジェクトは企業のロイヤルティプログラムとして残った。
2017年12月、国家発展改革委員会と中国人民銀行は、社会信用システムの機能的かつ効率的な実施に必要な手順を示した「モデル都市」を選定した。その中には、杭州市、南京市、アモイ市、成都市、蘇州市、宿遷市、恵州市、温州市、威海市、濰坊市、義烏市、栄成市などがある。これらのパイロットは、「ブラックリストと『レッドリスト』」の処理、「信用共有プラットフォーム」の作成、「他の都市とのデータ共有の取り組み」において成功したとみなされた。
2018年までに、国営メディアが全国的な社会信用システムを構築するための第一歩と説明した市民への制限が課された。包括的な全国規模の社会信用システムは存在していないが、複数の公的機関および私的機関がこのシステムを試している。そのようなプログラムの1つは、顔認識システムを使用して政府の記録を閲覧し、それに応じてユーザーを評価する「Honest Shanghai」アプリを通じて、上海で実装されている。2018年3月、ロイターは社会信用評価が低い市民や企業に対する制限が、2018年5月1日に有効になると報じた。
地方政府の社会信用システム実験は、商業パイロットで使用されている格付けシステムとは対照的に、透明性のある規則に基づくシステムの構築に重点を置いている。市民は初期スコアから始まり、その行動に応じてポイントが加算または減算される。各行動に対する具体的なポイント数は、公開されているカタログに記載されていることが多い。都市は、区がスコアキーパーを決定し、スコアキーパーが上層部にスコアを報告する責任を負う多層システムも試験的に導入した。一部の実験では、市民が自分に付与されたスコアに異議を唱えることも許可されていた。
2018年10月、京滬高速鉄道の車内で「切符を買わずに乗車した者、公共場所で喫煙した者は所定の規律により処罰される。その行動は個人信用システムに記録される」と英語でアナウンスされている様子が報じられ、外国人もシステムの対象になっている可能性を懸念する声もあがった。
2019年7月、国家発展改革委員会の報道官は記者会見で、「個人の信用スコアは信頼性へのインセンティブと組み合わせることができるが、処罰に使用することはできない」と述べた(p171)。香港政府は2019年7月、社会信用システムが香港に導入されるという主張は「全く根拠がない」とし、香港にはシステムを導入しないと述べた。
2019年、国家発展改革委員会の高官は、脱税行為を行ったことでブラックリストに載った人の10％以上が税金を納め、信用不良率が22.7％減少し、ブラックリストに載った企業の割合が減少したと述べた(p124)。これらの高官の見解では、これらは「著しい成果」であった(p124)。

### 2020年から現在
2020年、最高人民法院は、全国で合計751万人のブラックリストに載った判決債務者が法的義務を果たし、判決債務者ブラックリストから削除されたと発表した。この数は、当時のブラックリストに載った判決債務者の半数に相当する(p124)。
COVID-19パンデミックの影響で、社会信用のさまざまな側面が修正された(pp134–137)。2020年2月1日、中国人民銀行は、パンデミックの影響を受けた人々の信用記録への住宅ローンとクレジットカードの支払いの算入を一時的に停止すると発表した(p134)。芝麻信用を含む民間の金融信用スコア会社は、金融信用格付けを一時停止した(p134)。さまざまな都市は、企業がパンデミック救済を提供するためのインセンティブメカニズムを確立し、資金や物資を寄付した企業を行政手続きの簡素化、政策支援の強化、金融支援の強化などの恩恵を伴うレッドリストに載せるなどの措置を講じた(p135)。社会信用の執行面では、各省や都市が、値上げ、医師への暴力、偽医療用品、パンデミック防止措置の不遵守、野生生物の取引違反に対する重い罰則を重視する規制を公布した(p134)。
2020年、国家発展改革委員会の「都市信用状況モニタリングおよび早期警戒指標」の権利保護指標は、都市が適切な期間内に処理される透明性のある信用修復手続きを確立しなければならないことを強調した(p138)。また、個人の行動（例えば、政府への嘆願、未払いの物件費用、赤信号無視など）を個人の信用記録に含めてはならないと述べ、信用の概念の過度の一般化を防ぐべきであると強調した(p138)。
国務院は2020年11月、「信用できない者を抑制するシステムをさらに改善し、長期的な効果をもたらす信用構築メカニズムを構築するための指導的意見」を発表した(p139)。「指導的意見」の中心的なメッセージは、新しいブラックリストを場当たり的に作成してはならないこと、十分なコンセンサスのない政策分野に社会信用を適用してはならないことであった(p139)。信用修復プロセスを改善し、重大な危害の場合にのみブラックリストを使用し、情報セキュリティとプライバシーを優先すべきであると述べている(p139)。
2021年11月、国際連合教育科学文化機関（ユネスコ）は「AIの倫理に関する勧告」を採択した(p176)。その勧告の中には、「AIシステムは、ソーシャルスコアリングや大規模な監視を目的として使用されるべきではない」というものがある(p176)。中国はこの文書の署名国である(p176)。
中国は2021年12月、パブリックコメントを受けて、「信用できない行為に対する基本的なペナルティ措置の全国リスト」と「公共信用情報の全国ディレクトリ」を発行した(p140)。「全国ディレクトリ」は、社会信用のペナルティや報酬の根拠として収集または使用できる信用情報の種類に制限を設けている(p140)。そこでは、データを3つのカテゴリーに分類している。(1)考慮に適した情報、(2)違反の状況が深刻な場合にのみ考慮できる違反に関する情報、(3)社会信用の一部として含めることができない情報、である(pp140–141)。考慮に適した情報には、司法判断の執行に関する情報、行政違反、その他の資料、信頼できる行動に対する積極的な認識などが含まれる(p140)。違反の状況が重大な場合にのみ適切な情報には、少額の支払い延滞や公共交通機関の運賃不払いなどが含まれる(p141)。「全国ディレクトリ」は、宗教的嗜好や政府への嘆願活動などの私的情報の考慮を禁止している(p141)。
2021年12月の「全国リスト」の目的は、ペナルティ措置をさらに標準化することである(p143)。行政機関は、全国レベルの法律や規制で規定されているペナルティ以上のペナルティを科してはならないと規定している(p143)。2022年の指令で、国務院は「信用の概念と方法を革新的な方法で活用し、国の経済・社会活動を制限する困難、ボトルネック、痛みのポイントを解決することを積極的に模索する」と述べた。2022年11月14日、国家発展改革委員会は「社会信用システムの確立に関する法律」草案を発表した(p188)。学者のヴィンセント・ブルッセによると、この草案は「世界中の社会信用システム観測者にとって深く満足のいかないものであった。最近のシステムに関する多くの文書のいずれかですでに規制されていないことは何も規定していなかった。草案はそれらの文書の一部を単にコピー＆ペーストしただけだった」という(p188)。
2022年時点で、地方政府によって62以上の異なる社会信用システムのパイロットプログラムが実施されていた。パイロットプログラムは、中国当局による2014年の「社会信用システム構築のための計画概要」の発表後に始まった。政府は、各パイロットプログラムに「『信頼できる』行動と『信頼できない』行動に対する報酬と処罰の共同執行に関する省庁間協定」を定期的に公表するよう要求することで、これらの政府パイロットの作成と開発を監督している。
一部の報道では、社会信用は人工知能（AI）によって推進されると述べられていたが、2023年の時点では、ペナルティの決定は人間によって行われており、AIによるものではなく、デジタル化は限定的なままであった(p14)。地方政府の信用システムは未発達で、航空会社が運営するインセンティブ付きのロイヤルティプログラムに似ている(p14)。参加は完全に自発的であり、小さな報酬を失うこと以外に魅力はない。中国中央政府は、行き過ぎと反発を恐れて、低いスコアと軽微な違反に対する処罰を禁止した。都市の試験期間中、パイロットプログラムへの参加は限定的であった。パイロットプログラムを実施している都市の住民の多くは、プログラムの存在を知らない。アモイ市では、210,059人のユーザーが社会信用アカウントを有効にしており、これはアモイ市の人口の約5％に相当する。蕪湖市では、人口の60,000人（1.5％）がシステムに参加している。杭州市には1,872,316人（15％）の参加者がいるが、システムを定期的に使用する人は少ない。スコアリングの基準とメカニズムが異なるため、スコアは都市間で共有されない。
2023年までに、民間の社会信用イニシアチブのほとんどは中国人民銀行によって閉鎖され、規制によってほとんどの地方のスコアリングパイロットプログラムが取り締まられた(p12)。

## 組織
中国の社会信用は、法律、規制、契約などの法的義務の執行を目指す幅広い政策カテゴリーである(p3)。社会信用自体は新しい制限をもたらすものではなく、既存の制限の実施を強化することに重点を置いている(p105)。中国には複数の社会信用システムがあり、そのいくつかは国家によって設計・運営されているが、他のシステムは民間企業によって運営されている。中国の社会信用に対する政府のアプローチは、さまざまな機関から発行されたさまざまな文書のセットによって説明されている(p103)。統合されたシステムはなく(p3)、統一されたアプローチを示す包括的な文書もない(p103)。一般に、社会信用へのさまざまなアプローチは、デジタル化、データ収集、データの集中化の増大というテーマによって結びついている(p103)。
企業や個人に統一された数値的な信用スコアはなく、国と地方のプラットフォームがそれぞれ異なる評価やレーティングのシステムを使用している。各パイロットプログラムの違いとシステム構造の断片化により、スコアリングメカニズムに関する情報はしばしば矛盾している。FICOに触発されて、金融会社や地域のイニシアチブによって開発された特定のパイロットプログラムでは、個人の行動や活動によって計算された数値的な社会信用スコアが市民に与えられた。しかし、これらの慣行は広く適用されておらず、最終的に、数値的なスコアのメカニズムは民間の信用格付けとロイヤルティプログラムに限定された。民間の関与は最終的に政府によって放棄された。
このシステムには違反者に対する制裁が含まれている。過去には違反者が1つの監督機関または裁判所によって処罰されていたのに対し、現在では複数の機関から制裁を受けるため、その効果は大幅に増大している。制裁は厳しいものの、影響を受けるのは企業と個人の一部に限られる。国営メディアやその他の機関を通じてこれらの処罰とブラックリストを公表することで、このシステムは抑止効果を生み出すことを目的としている。
社会信用は、中国の「トップレベル設計」（顶层设计）アプローチの一例である。それは中央全面深化改革委員会によって調整されている。中国政府が言及する社会信用は、一般的に2つの異なる概念を対象としている。1つ目は「伝統的な金融信用力」で、個人や企業の金融履歴を文書化し、将来のローンをどの程度返済できるかでスコアリングする。2つ目の概念は「社会的信用力」で、政府は社会により高い「信頼」が必要だと述べている。そして、そのような信頼を構築するために、政府は汚職、詐欺、脱税、商品の偽造、虚偽広告、汚染などの問題のある問題と戦い、個人や企業にそのような違反に対する責任を負わせるメカニズムを作ることを提案した。

### 概念化
学者たちは、4つの異なるタイプのシステムを概念化している。これら4つのシステムは相互に接続されているわけではなく、独自の管轄区域、ルール、ロジックを持ち、互いに比較的独立している。
ビジネス信頼性システム (中国語: 商务诚信体系)
信用を失ったビジネス組織のブラックリストシステム。このシステムは、中国人民銀行の金融信用格付けシステムと商業信用格付けシステムによって規制されている。
政府信頼性システム (中国語: 政务诚信体系)
公務員と政府機関を対象とした評価システム。
社会的信頼性システム (中国語: 社会诚信体系)
信用を失った個人のブラックリストシステム。社会的信頼性システムは、中国の大量監視システムと最も密接に関連している。
司法公信システム (中国語: 司法公信体系)
判決債務者のブラックリストシステム。このシステムは最高人民法院によって規制されている。
2023年時点で、政府は主に個人ではなく企業を評価することに重点を置いたシステムのみを作成しており、それは多数の政府機関から企業の規制遵守に関するデータを収集するデータベースで構成されている。北京に拠点を置くコンサルティング会社Trivium Chinaの技術政策研究責任者であるケンドラ・シェーファーは、米国政府の米中経済安全保障検討委員会向けの報告書の中で、このシステムを「米国のIRS、FBI、EPA、USDA、FDA、HHS、HUD、エネルギー省、教育省、およびすべての裁判所、警察署、主要な公益事業会社が単一のプラットフォームで規制記録を共有することにほぼ相当する」と説明している。このデータベースは、新たに作成された「Credit China」というウェブサイトで、中国の市民であれば誰でも自由にアクセスできる。そのデータベースには、承認されたロボット製造会社のリスト、保険詐欺を行った病院、正当とみなされる大学、裁判所の判決を履行しなかった個人のリストなど、ランダムな情報も含まれている。

## 民間企業の関与
2017年3月時点で、中国市場で137の商業信用報告企業が活動している 。社会信用システムの開発の一部として、中国政府はサードパーティの中国の信用格付けシステムの進捗を監視している 。2015年には中国人民銀行が国民に信用情報を付与する試験版を開発するため、芝麻信用を運営するアリババのアント・フィナンシャルサービスを含む8社を選んだ。芝麻信用の評価システムは、アメリカ合衆国のFICO評価とドイツのSchufaを、大まかにモデル化したものである。しかしながら、中国政府は利益相反と競合のプラットフォームへのデータ共有に消極的になることへの懸念から、2017年にはライセンスが付与されることはなかった。
民間企業は、省級行政区で社会信用システムの基本インフラを整備する契約を、省政府と結んだ。

## 適用地域
中国企業と中国市場で活動する外国企業を区別しておらず、外国企業の中国での活動も同様に、このシステムの対象になる可能性が高まっている。
社会信用システムは、中国本土に限定されるため、香港とマカオには適用されないとされたが、2019年7月5日に『粤港澳大湾区建設に関する3カ年行動計画(2018年～2020年)』が発表され、中国広東省当局が計画推進を主導することになった。行動計画によると、当局は3年以内にこの3つの地域で中国本土で利用されている「社会信用評価」の制度とシステムを全面的に構築するとした。
2019年9月、イタリアのオンラインメディアであるBitter Winterによると、香港の学校である聖安當女書院では、教員に対する反抗的な態度、携帯電話の提出拒否、宿題や授業の怠慢などで減点を重ねると教育機会を奪う社会信用システムに類似したシステムを試験的に実施している。

## 実装
社会信用自体は新しい制限をもたらすものではなく、既存の制限の実施を強化することに重点を置いている(p105)。中国政府は2014年に2020年までに全国的な社会信用システムを実施すると発表したが、2023年の時点で完全なシステムは存在しない(pp123–124)。
社会信用の実施は主に市場での行動に重点が置かれている(p14)。2023年の時点で、企業の約1％、個人の0.3％が毎年社会信用関連のペナルティを受けている(p14)。

### 金融信用報告
企業と個人に対する全国的な金融信用報告は、中国人民銀行によって提供されており、数値的なスコアリングは行われていない。

### レッドリスト
レッドリスト化の取り組みは、模範的な個人の行動や企業のコンプライアンスを促進することを目的としている(p118)。レッドリストの実践は大きく異なり、レッドリストを詳細に扱うトップレベルの規制やガイダンスはない(pp118–119)。レッドリスト企業にとって最も一般的な恩恵は、行政負担の軽減や手続きの簡素化などである(pp118–119)。企業をレッドリストに載せる政府の理由の一部は、それによってコンプライアンス記録が悪い企業に規制当局が集中しやすくなることである(p119)。レッドリストに載った個人は、駐車場や公共交通機関の割引、観光地のチケット割引などの特典を受けられる場合がある(p119)。

### ブラックリスト
ブラックリスト化は、数値的なスコアではなく、特定の不正行為の事例に基づいて行われる(p103)。中央政府は、さまざまな種類の違反に基づいて、多数の全国的および地域的なブラックリストを運用している。裁判所制度では、企業、組織、個人が違反に対して上訴することができる。2019年の時点で、ブラックリストから削除されるまでには通常2〜5年かかるが、ブラックリストに載った人が「法的義務を果たすか是正した場合」は早期削除も可能である。
主に3種類のブラックリストが存在する。(1)判決債務者ブラックリスト、(2)分野別ブラックリスト、(3)搭乗禁止リスト/乗車禁止リストである(p107)。ブラックリストに追加される前に、個人または企業に対して、その決定とその法的根拠を通知しなければならない(p115)。ブラックリストは公開されることがあるが、少なくとも2023年の時点では、公開の統一された方法はない(p115)。一部のブラックリストポータルはオンラインで検索できるが、他はPDFまたは画像ファイルとしてアップロードされる(p118)。ブラックリストに載った当事者は、インターネット、新聞、テレビを含む公共の場で表示されることがある(p118)。

#### 判決債務者ブラックリスト
2013年以前は、判決債務者に対する裁判所命令の執行を得るプロセスは断片的であった(p108)。2013年、最高人民法院は「判決債務者ブラックリスト公表に関するいくつかの規定」を発表し、これが判決債務者ブラックリストの基本的な規制となった(p108)。この規定では、リストに含まれるためには、債務者は裁判所の命令に従う能力があるにもかかわらず、積極的にそれを回避しなければならないと述べている(p108)。判決債務者は贅沢品を購入する前に債務を返済すべきであるという考えに基づき、リストに追加された判決債務者は、(1)飛行機、高速列車、または高速列車以外の1等列車での旅行、(2)星評価のホテルやゴルフ場での宿泊、(3)不動産の購入、(4)「高級」オフィスビル、ホテル、またはアパートの賃貸、(5)「業務に不可欠でない」車両の購入、(6)休暇旅行、(7)高額な私立学校への子供の送り迎え、(8)高額な保険商品の購入、(9)「その他の生活や仕事に不可欠でない消費行動」が制限される(pp108–109)。
2019年、河北省の裁判所は、500メートル以内の「deadbeat debtors（債務不履行者）の地図」を表示するアプリをリリースし、債務を返済できると思われる個人を報告するようユーザーに促した。裁判所の広報担当者は、「これは私たちの裁定を執行し、社会的に信頼できる環境を作るための措置の一部です」と述べた。
最高人民法院のブラックリストは、その最も重要な執行ツールの1つであり、2023年の時点で、罰金と滞納金の返済のために数十兆元の回収に貢献している(p53)。

#### 分野別ブラックリスト
多くの分野別ブラックリストが存在し、さまざまな規制機関や行政機関によって管理されている(p110)。主に、これらのブラックリストに含まれることによるペナルティは、行政プロセスや政府との相互作用における裁量的な制限である(p111)。例えば、規制当局は、分野別ブラックリストに載っている企業を公共調達への参加から除外したり、政府の資金や補助金を取り消したり、許可を取り消したり、資格や認証を取り消したり、社債の発行を制限したりすることができる(p111)。ペナルティは場当たり的に開発することはできず、代わりに国レベルの法律と規制に基づいていなければならない(p111)。分野別ブラックリストへの掲載によるペナルティは、違反企業だけでなく、法定代理人、企業の上級管理職、ブラックリストに企業を載せた違反に直接責任を負う従業員にも課される可能性がある(p112)。分野別ブラックリストに個人や企業が含まれることにより、複数の政府機関が制限を課すことができる(pp110–111)。分野別ブラックリストが一般に公開されていることは、潜在的なビジネスパートナーがそれに応じて行動し、ブラックリストに載った企業との取引を拒否する可能性があることを意味する(p111)。

#### 搭乗禁止リストと乗車禁止リスト
搭乗禁止リストまたは乗車禁止リストへの掲載は、列車や飛行機での特定の不正行為に起因する(p113)。搭乗禁止リストまたは乗車禁止リストへの掲載につながる不正行為には、安全規制の違反、他の乗客や交通機関の従業員への嫌がらせ、喫煙、チケットの転売、偽造チケットの使用などがある(p113)。リストに掲載されると、通常6〜12ヶ月の指定された期間、新しいチケットを購入することができなくなる(p113)。これが搭乗禁止リストまたは乗車禁止リストによる唯一のペナルティであり、これらのブラックリストへの掲載は、他の生活分野やビジネス分野に影響を与えない(p113)。
2018年5月までに、数百万件の航空便と高速列車の利用がブラックリストに載った人々に拒否されていた。2019年6月の時点で、中国の国家発展改革委員会によると、2682万件の航空券と596万件の高速鉄道の乗車券が「信用できない」（失信）（ブラックリストに載っている）とみなされた人々に拒否され、437万人の「不誠実な」人々が法律で要求されている義務を果たすことを選択した。2019年7月、さらに256万件の航空券と9万件の高速列車の乗車券がブラックリストに載っている人々に拒否された。
搭乗禁止リストは、中国民用航空局によって管理されている(p113)。乗車禁止リストは、国家鉄路局によって管理されている(p113)。

#### ブラックリストから削除する手続き
ブラックリストの決定が発効した後、ブラックリストに載った当事者は信用修復を申請することができる(p115)。信用修復のプロセスを通じて、違反者は根本的な違反の影響を是正し、将来的には法律や規制を順守することを約束する(p115)。信用修復を受けている企業は、通常、違反を是正したことを示す証拠を提出しなければならない(p123)。企業はまた、法律と規制を遵守することを約束し、契約を順守することを約束し、将来の違反に対してより厳しい罰則を受けることに同意する信用誓約に同意しなければならない場合もある(p123)。当局が信用修復の要求を承認すれば、違反者はブラックリストから削除され、ペナルティは終了する(p115)。

### 企業向け
社会信用システムは、中国市場における信頼の欠如の問題に対する答えを提供することを目的としている。2020年現在の時点で、このシステムの企業規制機能は他の部分よりも高度化しており、「企業社会信用システム」は政府の注目の的となっている。2020年現在の時点で、2014年以来の執行措置の73.3％以上が企業を対象としており、これは執行措置全体の最大の部分を占めているが、毎年、全企業の約1〜2％がこのシステムによって制裁を受けている。
企業にとって、社会信用システムは市場規制メカニズムとしての役割を果たすことを意図している。目標は、企業が「自主規制」（企业自我约束）を行う、ビッグデータを原動力とする自己執行型の規制体制を確立することである。その基本的な考え方は、機能的な信用システムが整備されれば、企業は従業員、顧客、クライアントから不満を持たれて自社のスコアを下げられることを避けるために、政府の政策や規制に従うというものである。例えば、中央政府は社会信用データを利用して、中小企業（SME）にリスク評価済みの助成金やローンを提供し、銀行がSMEにより多くのローンアクセスを提供するよう奨励することができる。
現在構想されているところでは、信用スコアの高い企業は、良好な信用条件、低い税率、税関検査の減少、より多くの投資機会などの恩恵を受けることができる。信用スコアの低い企業は、新規ローンの不利な条件、高い税率、投資制限、公共事業への参加機会の減少などに直面する可能性がある。政府の計画では、企業の活動をリアルタイムで監視することも想定されている。その場合、企業側の違反によって、ほぼ瞬時にスコアが下がる可能性がある。しかし、それが実際に起こるかどうかは、システムの将来の実装と、このような監視に必要な技術の利用可能性に依存する。
信用スコアを改善するためには、企業はCOVID-19封じ込めガイドラインに従うなど、政府のルールに従う必要がある。

### 政府機関向け
政府機関は執行措置の中で2番目に多く、2020年現在の時点でペナルティの13.3％を占めているが、毎年、全政府機関の0.1％未満がこのシステムによって制裁を受けている。社会信用システムは政府機関を対象とし、地方政府のパフォーマンスを評価し、地方政府の債務や契約不履行などの金融問題に焦点を当てている。中央政府は、このシステムが「政府の自己規律」を改善できることを期待している。地方政府は、中央政府からの命令を成功裏に実施し、それに従えば、社会信用システムによって奨励され、報酬を受ける。

### 個人向け
2020年の時点で、個人は全執行措置の10.3％を受けており、毎年、全国人口の約0.15％から0.3％に影響を与えている。個人に対する社会信用システムの取り扱いは、個人の金融信用力に重点を置いている。個人に対するシステムの取り扱いは、主に債務返済に重点を置いているが、法律の重大な違反にも制裁が課されている。主な焦点の1つは、債務を返済できるのに返済しない人を指す「悪質な債務者」（laolai）である。laolaiのブラックリストは、最高人民法院によって管理されている。
さらに、不誠実で詐欺的な金融行動に加えて、いくつかの都市では、地下鉄の中で大音量の音楽を流したり食事をしたりすること、横断歩道の無視や信号無視などの交通規則違反、レストランやホテルを予約しておきながらキャンセルすること、個人のゴミを正しく分別しないこと、他人の公共交通機関の身分証明書を不正に使用することなどを、信用格付けのマイナス要因として公式にリストアップする提案があった。一方で、献血、チャリティーへの寄付、コミュニティサービスへのボランティア活動、ソーシャルメディアでの政府の取り組みへの称賛などの行動を、信用格付けのプラス要因としてリストアップすることも提案されている。しかし、このシステムが主にデジタル化された行政文書に依存しているため、行動データをシステムに統合する初期の取り組みは、ほとんど廃止された。
債務者に対する罰則はさまざまある。延滞債務者は、中国の裁判所が管理し、出入国検問所を管理する中華人民共和国公安部と共有するブラックリストに掲載される。未払い債務がある個人は、出国禁止の対象となり、債務の回収を奨励または強制する方法として、国外への出国を阻止される可能性がある。Financial Timesによると、2017年の時点で、新しい政策の結果、すでに670万人の債務者がブラックリストに掲載され、国外への出国を阻止されている。高いスコアを持つことの将来的な報酬には、ローンや仕事へのアクセスの容易さ、官僚的な書類手続きの優先権などが含まれる可能性がある。社会信用が低い人は、銀行、国有企業、または経営幹部としての雇用を拒否される可能性がある。中国政府は、採用時に候補者の名前がブラックリストに載っているかどうかを確認することを奨励している。
特定の試験プログラムでは、制裁を受けた個人を抑止するメカニズムとして公的な辱めが使用されている。ブラックリストに載った個人のマグショットは、時々建物の大型LEDスクリーンに表示されたり、映画館の上映前に流されたりする。ブラックリストに載った人の特定の個人情報は、意図的に公開され、オンラインや映画館やバスなどのさまざまな公共の場で表示され、一部の都市では、「信頼できない」住民の子供が私立学校や大学にも通うことを禁止している。信用評価の高い人は、病院や政府機関での待ち時間の短縮、ホテルでの割引、雇用機会の増加などの恩恵を受けられる可能性がある。2019年のフリーダム・ハウスのサラ・クックによると、社会信用システムの都市レベルのパイロットプロジェクトには、宗教活動の制限を当局が強制することを支援した個人に報酬を与えることが含まれており、これには法輪功の信者に信念を放棄させることや、ラマダーンの断食や他のイスラム教の慣行を公に行うウイグル人を報告することなどが含まれる。

### 社会組織向け
2020年の時点で、非政府組織が全執行措置の3.3％を受けている。執行は数値的には小さなグループのままだが、中国国内で活動する外国のNGOにも影響を及ぼすため、その包含は重要な意味を持つ。

### 都市の試験的政策の例
社会信用システムの下でのほとんどのイニシアチブでは、実際の数値的スコアは使用されていない。代わりに、特定の違反は個人の信用プロファイルに記録される。例外は、一部の都市やコミュニティが開始した試験プログラムである。実際の政策は都市ごとに大きく異なり、参加は自発的である。地域の信用プロファイルは都市間で共有されない。
2010年代初頭から、将来の社会信用システムのテストと構築を支援するために、いくつかの都市でパイロットプログラムが開始された。しかし、これらのパイロットプログラムの多くは国営メディアで公に批判され、進展できなかった。2019年までに、中央当局は「スコア」を市民の処罰に使用することはできないという正式な説明を発表した。その結果、多くのパイロットプログラムが中止され、一部のパイロット都市はプログラムを改訂した。例えば、温州市は当初のプログラムを放棄し、2019年に「奨励のみのスキーム」に改訂した。もう1つの例は栄成市で、2021年にパイロットプログラムを変更し、完全に自発的なものとし、報酬のみを発行できるようにした。メルカトル中国研究所（MERICS）の2022年の記事によると、個人の「個人スコア」を引き続き持つ社会信用システムプログラムは、厳密に正のインセンティブを発行するためだけのものである。一部の政策では、高いスコアを獲得すると、参加者は公共交通機関の料金の割引、地下鉄のセキュリティラインの短縮、税金の軽減などを受けられる(p204)。
| 段階       | タイプ   | 導入年    | 政策 |
| ---------- | -------- | --------- | --- |
| 都市の試験 | 社会     | 2016      | 2016年5月1日から、上海市の高齢者は、子供やその他の家族が定期的に高齢者を訪問しない場合、子供やその他の家族を訴えることができ、上海の裁判所は、子供やその他の家族が高齢者を訪問しなければならないと裁定することができる。拒否された場合、子供や関係する家族はブラックリストに載せられる。 |
| 都市の試験 | 社会     | 2019      | 北京市政府は、「個人信用スコア」の検討とテストを開始すると正式に発表した。 |
| 都市の試験 | 社会     | 2019      | 北京市では、大音量の音楽を流したり、食事をしたりするなどの地下鉄での不適切な行動（赤ちゃんや病人を除く）は、地域の信用プロファイルでマイナスの記録になる可能性がある。 |
| 都市の試験 | 社会     | 2018      | 北京市と深圳市の選ばれた交差点では、交通違反者の個人情報が交差点のスクリーンで公開され、赤信号無視は将来的に信用プロファイルに記録される可能性がある。 |
| 都市の試験 | 社会     | 2019      | - 2019年8月1日から、国、省、または市の試験で不正行為を行った広州市の住民は、信用プロファイルでマイナスの記録を受ける。 - 2019年8月1日から、他人の公共交通機関の身分証明書や偽のIDカードを不正に使用したり、他人の座席を占拠したりした広州市の住民は、信用プロファイルでマイナスの記録を受ける可能性がある。 |
| 都市の試験 | 社会     | 2018–2019 | - 2019年11月1日から、横断歩道無視や赤信号での横断など、交通規則に違反した14歳以上の深圳市の住民は、見つかった場合、信用プロファイルでマイナスの記録を受ける。14歳未満の交通規則違反者の場合、後見人が教育コースを受講するか、特定の社会福祉事業を完了する必要があり、そうしない場合は交通違反が信用プロファイルに記録される。 - 深圳市では、モータービークルやモペッドの運転者による前照灯の不適切な使用や飲酒運転などの交通違反は、運転者の信用プロファイルに記録される可能性がある。1年に5回以上の交通違反をした場合や、1年に3回以上の未解決の違反がある場合は、プロファイルでマイナスの記録を受ける。                        |
| 都市の試験 | 社会     | 2019      | 2019年8月1日から、杭州市のゴミ分別ルールに従わない個人や組織は、信用プロファイルでマイナスの記録を受け、相当額の罰金を支払わなければならない。 |
| 都市の試験 | 社会     | 2019      | 2019年7月8日から、南京市では、1年に5回以上の交通違反（赤信号無視を含む）をしたモペッドの運転者と歩行者は、信用プロファイルでマイナスの記録を受ける。一部の場所では、交通違反者の個人情報が交差点のスクリーンで公開されている。 |
| 都市の試験 | 社会     | 2016      | 蘇州市は2016年から「桂花スコア」を開始した。オンラインコンピュータゲームでの不正行為、ホテルやレストランの予約をしておきながらキャンセル、携帯電話の請求書の支払いの遅れ、注文したテイクアウトの商品を受け取らないことなど、25種類の住民の行動がクレジットスコアの低下につながる。一方、献血やボランティア活動を行うと、クレジットスコアが上がる可能性がある。 |
| 都市の試験 | 社会     | 2017      | - 済南市は、犬の規制のためのペナルティポイント制度を開始した。2017年1月1日から、飼い主は公共の場所で犬を放し飼いにしたり、犬が他人に迷惑をかけたり、犬の後始末をしなかったりすると3ポイント失う。2回目の違反で更に3ポイント失う。3回目で12ポイント全てを失い、5年間犬を飼うことを禁止される。また、登録せずに犬を飼っていたり、年次審査に合格しなかったりすると、すぐに12ポイント全てを失う。0点の飼い主の犬は、飼い主が関連する市の規則に関する無料講習を受け、対応する試験に合格するまで、政府によって没収される。 - 上海市警察は2019年に、犬の飼い主の違反行為に対して、飼い主の信用情報に連動したポイント制を設ける意向だ。 |
| 都市の試験 | ビジネス | 2018      | 2018年11月、北京で2018年から2020年にかけてのプログラムをさらに実施するための詳細な計画が作成された。その計画には、公共交通機関からのブラックリスト掲載や、個人や企業の信用できない評価の公開などが含まれていた。 |

## 世論
2023年に執筆した学者のヴィンセント・ブルッセは、中国の社会信用に関する欧州の誤解が、中国のインターネットユーザーの間で笑いのネタになっていると指摘している(p3)。

### 承認
- 2018年の研究では、回答者の80％が中国の社会信用システムを強く支持または支持しており、不支持は1％であった[31]。この研究は、ベルリン自由大学のジェニア・コストカ教授によって行われ、さまざまな背景を持つ2,209人の中国市民を対象にした地域を超えたインターネット調査に基づいている[135][136]。この研究は、「回答者グループ全体で社会信用システムに対する驚くほど高い承認度」と「社会的に恵まれた市民（富裕層、高学歴者、都市部の住民）と高齢者が社会信用システムを最も強く支持している」ことを発見した[135]。コストカは論文の中で、「そのような知識のある市民が社会信用システムのプライバシーへの影響を最も懸念していると予想されるかもしれないが、彼らはプライバシー侵害ではなく、利益の創出と社会と経済における正直な取引の促進という枠組みで社会信用システムを解釈しているため、社会信用システムを受け入れているようだ」と説明している[135]。
- 2019年8月、中国国際問題研究所（英語版）の助理研究員である范正杰は、ブラックリストなどの現在の処罰政策は法の限度を超えていないと主張する記事を発表した。彼は、2014年以降、中国の社会信用システムと市場の信用システムは互いに補完し合う関係に成長し、互恵的な相互作用を形成してきたと論じた[137]。世界銀行グループの「Doing Business 2019」は「190カ国の国内でのビジネスのしやすさ」をランク付けしているが、中国は前年の78位から46位に上昇しており、范は社会信用システムが重要な役割を果たしたと主張した[137][138]。

## 批判
中国の学者は、中国の社会信用を分析する多くの研究を生み出してきた(p7)。2023年の時点で、中国の学問の大多数は社会信用の正当性を全体として認めているが、異なるアプローチや実施の取り組みに対する批判もある(pp7–8)。いくつかの事例では、学者による社会信用への批判が新華社や人民日報などの国営メディアに採用され、再発行されている(p8)。
2019年10月、北京大学法学院の沈岿教授は、「China Legal Science」誌に論文を発表し、当時の一部の信用政策は「法の支配」または「法治国家」に違反していると示唆した。つまり、住民や組織の法的権利を侵害し、人権、特に名誉権、プライバシー権、個人の尊厳を尊重し保護するという原則に違反し、合理的な処罰の範囲を逸脱している可能性があるというものだ。2020年5月、中国の調査報道メディアグループ財新は、中国のビジネス社会信用システムは問題のあるビジネス活動を抑止するには不十分であり、社会信用システムはビジネス寄りに操作されやすいと報告した。
中国の社会信用システムは、いくつかの論争に関与してきた。西側の批評家は、社会信用をプライバシーを侵害する侵入的なメカニズムとみなしている。2018年10月、アメリカ合衆国副大統領のマイク・ペンスは社会信用システムを批判し、「人生のあらゆる側面を管理することを前提としたオーウェル的なシステム」と表現した。2019年1月、ジョージ・ソロスは社会信用システムを批判し、中国共産党の総書記である習近平に「中国人民に対する完全な支配」を与えると述べた。
2017年から2018年にかけて、研究者は信用システムが中国の人口に対する政府の独裁的支配を自動化する計画の一部になると主張した。2019年6月、オーストラリア戦略政策研究所のサマンサ・ホフマンは、「このシステムの対象となる人々や団体に対する真の保護はない......中国では法の支配というものは存在しない。表面上は大部分が非政治的であり得る規制も、中国共産党（CCP）が政治的目的で使用することを決定した時には政治的になり得る」と主張した。2018年8月、ベルリン自由大学のジェニア・コストカ教授は発表した論文の中で、「もし（彼らの）努力が成功すれば、共産党は反対意見を抑圧するための強力な手段を手に入れることになり、それは比較的低コストで、国家による強制の公然とした（そして人気のない）使用を必要としない」と述べた。2017年12月、ヒューマン・ライツ・ウォッチは、提案された社会信用システムを「冷酷」で恣意的な虐待に満ちていると表現した。

## 誤解
英語のマスメディアでは、翻訳の誤り、扇情主義、矛盾した情報、包括的な分析の欠如などから、ある程度の誤報や誤解が生じている。このような一般的な誤解の例としては、システムによって割り当てられた数値的スコア（社会信用スコア）に基づいて中国市民に報酬や罰則が与えられるという広範な誤解、その決定はAIによって行われるという誤解、中国市民を常に監視しているという誤解などがある。
- 2019年7月、『Wired』は、中国の社会信用システムに関する誤解が存在すると報じた。同誌は、「中国の社会信用システムで何が起こり得るかについての西側の懸念は、ある意味で、すでに実際に起こっていることについての議論を上回っている......誇張された描写は、他の地域における監視の取り組みを軽視するのにも役立つかもしれない」と論じた。イェール大学のジェレミー・ダウムによると、誤解の増加は、翻訳の誤りや言葉の使い方の違いなどが原因だという[148]。
- 2019年5月、「Logic」誌はシャゼダ・アーメドの記事を掲載し、そこで彼女は「外国のメディアは社会信用システムを、中国で実際に起きていることから程遠い技術的ディストピアに歪曲してきた」と主張した。彼女は、監視データが中央集権型のデータベースと接続されているという信念、オンラインとオフラインの人間の活動に実際の値が割り当てられ、差し引かれるという信念、中国のすべての市民がコンピュータアルゴリズムによって計算された数値スコアを持っているという信念などが、一般的な誤解であると指摘した[4]。
- 2019年3月と2月、『MIT Technology Review』は、「西側では、このシステムは人権を侵害するAI搭載の監視体制として非常に物議を醸しており、しばしばそのように描かれている」と述べた[152]。しかし、同誌は「多くの学者は、社会信用スコアが想定されているような大規模な統制効果を持つことはないと主張している......このシステムは、執行のツールというよりは、プロパガンダのツールとして機能している」「他の人々は、このシステムは単に中国文化の善良な道徳的行動を促進するという長い伝統の延長線上にあるだけであり、中国市民はプライバシーと自由に関して完全に異なる見方を持っていると指摘している」と報じた[153]。
- 2018年11月、『Foreign Policy』は、中国の信用システムの誤解に寄与したいくつかの要因を挙げた。考えられる要因には、社会信用システムプログラムの規模と多様性、およびそれに伴う包括的な報告の難しさなどがあった[65]。
- 2018年5月、ライデン大学のロジェ・クリーマーズは、中国政府がビッグデータと人工知能を活用しようとしているにもかかわらず、社会信用システムの規制方法は比較的粗いままだと述べた。彼の研究は、「社会信用システムを社会統制のための完全に統一され統合された機械ではなく、同様の基本的論理を広く共有するイニシアチブの生態系として捉える方がより正確かもしれない」と結論付けた[42]。
- 2018年11月、ベルグルーエン研究所中国センター所長のビン・ソングは、『The Washington Post』にオピニオン記事を投稿し、西側のメディアや機関が社会信用システムの詳細やメカニズムを誤って報道していると主張した。この記事は、メディアが民間のスコア報告メカニズムと国家のシステムを混同していることを示唆した。また、ペナルティは最高裁判所の法律と規制に基づいて執行され、民間のスコア会社や政府機関はペナルティを制定する能力がないことにも注目した。彼は、多くのメディア報道が、地方政府がブラックリストやスコアリングシステムの対象になり得るという事実を無視し、その影響を多くのメディア報道で誇張していると主張した。また、政府に対する文化的期待とその役割は、他国とは異なると論じた[154]。
- 2021年3月、『The Diplomat（英語版）』は、社会信用システムがオーウェル的な監視システムであるという西側の観察者による仮定は、実生活におけるシステムの現実と目的を誇張していると述べた。その主張にもかかわらず、社会信用システムは「1980年代に中国で導入された債券発行リスク評価信用格付けの延長」であり、主に金融リスク評価ツールとしての機能を果たしている[11]。
- 2021年10月、ワシントンのシンクタンクであるジェームズタウン財団（英語版）は、社会信用システムの機能を探求し、社会信用システムの機能とメカニズムに関して広範な誤解があると結論付けた。このシンクタンクは、アルゴリズム駆動の市民評価システムについての誤った認識は、社会信用システムのイニシアチブの規制執行メカニズムと道徳宣伝キャンペーンを混同した初期の分析に起源があることを発見した。さらに、多くの人が政府の規制と民間の信用格付けシステムを区別していなかった。企業はスコアの予測能力を誇張して宣伝し、それが企業のデータ収集と個人情報への政府アクセスをめぐる西側の不安と懸念に共鳴したのかもしれない[66]。
- 2022年、学者のダイアナ・フーとルイ・ホウは、「Rating Citizens with China's Social Credit System」という記事の中で、西側の誤解の持続性について次のように述べている。「当初、西側のメディア記事では、このシステムを、個人の日常的な行動を細部まで他人と『ビッグブラザー』政府が追跡し、評価するイギリスのSFシリーズ『ブラック・ミラー』のエピソードになぞらえていた。それ以来、学者やジャーナリストは、社会信用システムのこのようなディストピア的な描写を否定しようとしてきたが、特にトランプ政権が2017年と2018年に反中国政策の一環として使用し始めてから、このイメージは生き続けている」[31]。
- 2023年、学者のフィリップ・シェボクは、社会信用に関連する最も一般的な神話は、個人の行動を記録する単一の数値スコアが存在するというものだと述べた[33](p104)。そのようなスコアは存在しない[33](p104)。
- 学者のヴィンセント・ブルッセは、2023年の時点で、「何百もの見出しがこのシステムについて論じてきたが、社会信用システムが何であり、どのように機能するかを体系的に分析したものはほとんどない。いくつかの研究は、システムの『息をのむような』野心と、システムに入力される『大量の行動データ』について言及しているが、これらの主張を実証していない。他の研究は、システムがどのようになるかについての仮定に依拠しており、誰もが社会信用スコアを受け取り、このスコアが公開され、低評価が広範な影響を及ぼすだろうと誤って推測している。それは、まるで伝言ゲームが間違った方向に進んだようなものだ」と述べている[32](p40)。

### ポップカルチャーにおいて
2021年、社会信用システムは様々なソーシャルメディアプラットフォームでインターネット・ミームとして人気を博した。『VICE』は、このミームの人気は「人々の自由に対する中国政府の制限に対する広範な不満」を反映していると報じたが、同記事は、中国の人々は数値的な「社会信用スコア」に基づいて報酬や罰を受けているなど、社会信用システムのメカニズムに関する既存の誤解や誤情報が継続していることに言及した。このジョークは、中国政府に対してポジティブまたはネガティブなことがあると、投稿者の「社会信用スコア」にポジティブまたはネガティブな影響を与えるというジョークとして提示される(p40)。
『The Spectator』によると、「社会信用スコア」に関する西側の物語は、西側の認識が中国の現実とは大きく異なるため、中国のインターネットコミュニティから広範な嘲笑と風刺的なコメントを受けているという。

## 他国との比較

### ロシア
報告によると、ロシア人の約80％が10年以内に、政府の包括的なデジタル経済計画の下で、個人の成功と失敗を記録するデジタルプロファイルを取得するという。観察者はこれを中国の社会信用システムと比較しているが、副首相のマクシム・アキモフは、中国式の社会信用システムは「脅威」だと述べ、それを否定している。

### 欧州
欧州連合（EU）ではAIで人々をスコアリングする制度は社会階層間の格差を固定化することに繋がるとする懸念が起きており、2018年5月からAIの分析のみによる雇用や融資での差別を認めないEU一般データ保護規則（GDPR）が施行された。

#### イギリス
2018年、新経済財団は、中国の市民スコアをイギリスの他の格付けシステムと比較した。これには、市民の信用スコア、電話の使用状況、家賃の支払いなどのデータを使用して、求人の選別、社会サービスへのアクセスの決定、提供される広告の決定などを行うことが含まれていた。
AIによる成績評価で合格したはずの人間が入学許可を取り消され政治問題になったり、アルゴリズムによるビザ申請が差別的なものと批判されたり安易なAIの分析の行政における使用により多くの問題・批判が生じた。

#### ドイツ
2018年2月、ハンデルスブラット・グローバルはドイツが中国に匹敵するシステムへと「眠ったまま歩いている」と報じた。クレジットや健康保険へのアクセスを決定するために全国的な信用評価システム「Schufa」や地理位置情報、健康記録のデータを用いている。

### アメリカ合衆国
一部のメディアは、社会信用システムをアメリカ合衆国の信用スコアシステムと比較している。『Fast Company』のマイク・エルガンによると、「輸送、宿泊、通信、アメリカ市民がサービス（保険など）に支払う料金に関連する社会的な『特権』が増えており、それらはテクノロジー企業によって管理されているか、テクノロジーサービスの使い方に影響を受けている。そして、シリコンバレーのサービス利用を許可するためのルールは厳しくなっている」という。

### ベネズエラ
2017年、ベネズエラは中国の通信会社ZTEの協力を得て、「祖国カード」として知られるスマートカードIDの開発を開始した。このシステムには、誕生日、家族情報、職業と収入、所有不動産、病歴、受けている国家給付、ソーシャルメディアでの存在、政党への加入、投票したかどうかなどの詳細を保存するデータベースが含まれていた。ベネズエラの多くの人々は、このカードが日常生活のあらゆる側面を監視することで社会統制を強化しようとする試みであることを懸念していると表明している。

### チリ
アウグスト・ピノチェト政権の初期以降、商業情報ディレクトリ(DICOM)は国の経済生活の中で特に注目を集めている。DICOMスコアが低い人々は住居を見つけたり新事業を始めたり融資を受けたりするのが難しくなる。また本来のシステム利用方法ではないが、雇用者が選考プロセスの一環としてスコアを確認する傾向にあるため求職活動にも影響する。近年、低スコアの人々への負の影響を軽減するため医療アクセスの決定にDICOMスコアを利用することを禁ずるなどいくつかの法的措置が取られている。